# Monetär bas
Monetär bas är under pappersmyntfot lika med mängden centralbankspengar, under metallmyntfot mängden monetär metall. I Sverige utgörs den monetära basen av Riksbankens sedlar och mynt, bankernas tillgodohavanden hos Riksbanken samt fordringar på riksbanken till följd av emitterade riksbankscertifikat.